# Monachinae
Monachinae (монахові) — підродина Phocidae, поширення якої зустрічається в тропічних, помірних і полярних областях південної півкулі, хоча в далекому минулому викопні представники були знайдені по обидва боки Північного Атлантичного океану. Різниця між представниками цієї групи та представниками Phocinae полягає в тому, що у монахів задні кігті значно зменшені в розмірі. Крім того, всі види мають 34 хромосоми. Хоча сьогодні представлені вісьмома сучасними та одним нещодавно вимерлим видами, Monachinae мали неймовірно збагачене розмаїття викопних решток.